# FINAL CUT
『FINAL CUT』（ファイナル・カット）は、2018年1月9日から3月13日まで毎週火曜21時 - 21時54分にカンテレ制作・フジテレビ系の「火曜21時枠」で放送されたテレビドラマ。主演は亀梨和也。新聞番組表ではカタカナで『ファイナルカット』とクレジットされていた。本編終了後、本編につながる重要な物語が描かれるチェインストーリーがGYAO!で独占配信された。
キャッチコピーは「お前らから、真実を切り撮ってやる。」。

## あらすじ
WEBサイト「MP.info.net」の管理人で警察官の中村慶介には、12年前・2006年3月12日、母・早川恭子が経営する保育園「ルミナスキッズ」に通う女児が死体で発見され、マスコミによって、あたかも母が殺人犯であるかのように報道され、母が自殺に追い込まれたという過去があった。しかし、女児の死体が発見された現場付近では保育園の上階で法律事務所を営む弁護士・小河原達夫の息子、 祥太が目撃されていた。しかし、マスコミは祥太のことは全く報道せず、恭子を一方的に犯人に決めつけたのである。
慶介は12年前の事件の真相を知るため、警察官となって事件に関する書類に近づく機会をうかがうと同時に、報道被害者のためのサイトを開設し、恭子を犯人として取り上げた東都テレビワイドショー番組「ザ・プレミアワイド」のスタッフに復讐するための情報を収集していた。そして、サイトに寄せられた情報をもとに「ザ・プレミアワイド」のプロデューサー・井出正弥の本性を映した映像を作成すると、それを使って、井出を操り人形に仕立てることに成功する。さらに、井出以外の番組スタッフたちにも不正の証拠をつきつけ、彼らを自らの復讐の駒としていった。一方、慶介は祥太に関する情報を収集するため、素性を隠して祥太の姉妹・雪子と若葉に接近する。
やがて、慶介は12年前の事件に関する書類を管理する新宿中央署総務課に配属されるが、書類の一部が何者かによって抜き取られていることに気づく。

## キャスト
※登場人物の役名、読みがなはとれたてフジテレビと番組公式サイトより

### 主人公
中村慶介（なかむら けいすけ）〈30〉
演 - 亀梨和也（幼少期：遠藤颯、高校時：細田佳央太）
WEBサイト「MP.info.net」の管理人。警察官。階級は巡査長。1987年6月23日生まれ。旧姓：早川。12年前、母・恭子が経営する保育園にて女児殺害事件が起き、ワイドショー番組「ザ・プレミアワイド」にて、あたかも彼女が犯人であるかのように取り上げられたことで、彼女がマスコミに追い詰められ、自殺をしたことから、事件の真犯人探しと復讐を目論む。「これがあなたのFINAL CUTです」が脅す時の決め台詞である。いつも自宅にコーンフレークを常備しており、そればかり食べている。
事件後は一度静岡の祖母の家で引き取られる。その後、父方の姓である中村に改姓し東京のIT系専門学校に入学。卒業後は警察官になり、狛江署・戸越署を経て新宿中央署に配属される。
第1話の終盤では、新宿中央署総務課に配属され、12年前の事件に関する書類の一部が何者かによって抜き取られていることに気づく。
若葉の前では会社員「高橋守」、雪子の前では小学校教師「吉澤優」という名を名乗っているが、第5話にて雪子から同一人物であることを感づかれた。事件から7年前に両親は離婚しており、父は既に別の女性と再婚して音信不通。
第6話の終盤にて、自殺を図った矢口透を救うためにとっさに制服姿のままでテレビカメラの前に飛び出してしまい、「ザ・プレミアワイド」スタッフや雪子に正体を知られてしまう。そして、自分を訪ねてきた雪子に、12年前の事件がきっかけで恭子を自殺で亡くした過去と、その事件の犯人が兄・祥太であることを告白する。
第8話では祥太を突き止めるために、彼の疑惑をまとめた映像のアドレスを雪子に渡し、祥太を自首させ、彼の悪事を一家で隠していたことを思い知るよう雪子を脅迫するが、実際は雪子のことを思い、アドレスを渡すふりをして白紙の方を渡していた。
最終話で若葉が自身の目の前で自ら腹部を刺したことにより、殺人未遂容疑で逮捕され世田谷南署で身柄を拘束されてしまうが、後に疑いが晴れる。その後、小河原祥太をおびき寄せるために自身が12年前の女児殺害事件の容疑者として逮捕されたというフェイクニュースを作るよう「ザ・プレミアワイド」に依頼する。そして警察官を辞職したうえで、祥太と対決し、犯人しか知りえない秘密の暴露をさせることに成功し、彼を警察に逮捕させた。また、百々瀬に番組放送中に謝罪させることにも成功した。これで復讐を完了し、12年前の事件の被害者である熊谷志穂の墓に真犯人逮捕の報告をした後、雪子に別れを告げ、姿を消す。2年後、改めて「早川慶介」として雪子の前に姿を現した。
配信動画「チェインストーリー」では事件の影響で温かい食べ物が喉を通らなくなり、コーンフレークばかり食べる様になった事が描写されている。

### ワイドショー番組「ザ・プレミアワイド」
百々瀬塁（ももせ るい）〈45〉
演 - 藤木直人
司会者。「OFFICE 100」経営。趣味はクロスワードパズル。時間さえあれば、常に解いている。家族構成は若年性アルツハイマーを患い入院中の妻とシンガポールに留学中の息子。12年前に慶介の母の事件を取り扱っており、芳賀からの情報をもとに恭子を犯人扱いし、あたかも恭子が犯人であるかのように世論を誘導した。
不都合が起きても要領良く対応する手腕を持っているが、自分の能力を超える不都合が起こった際にはヒステリックに荒れる一面を持つ。
ワイドショーの司会者を江戸時代の瓦版売りのようなものだと考えており、大衆を熱狂させる情報を常に提供する義務が自分にあるという自負を持っているが、それだけに顔を隠していた瓦版売りとは異なり、常に顔をさらしているため、絶対に自分に恥をかかせない番組を作るよう、スタッフに圧力をかけている。
警視庁刑事部長の芳賀とは癒着しており、情報を提供してもらう一方で、警察に不都合なニュースをもみ消すなど、互いに貸し借りをする関係である。また、警視庁新宿中央署副署長の高田ともお互い情報を共有する関係にある。
慶介に、ある女性に金銭を払って妻の代役を頼んでいることや警察と癒着していることをつかまれるが、慶介が盗撮した映像をフェイクニュース特集のために制作した映像として番組中に流すことで、慶介の映像の信用度を失わせることに成功する。
慶介が小河原祥太の行方を追っていることを知ると、慶介に復讐するより、祥太の疑惑を追及したほうが話題性があると考え、独自に祥太の行方を追っている。さらに、慶介をテレビ局に呼び出し、自分たちと一緒に12年前の事件の真相を追うよう言いくるめようとするも、彼に一蹴されたことで逆上し、独自で真相を追っていくうちに自滅すると思い、その様子を放送し慶介を陥れようと目論んだ。しかし、慶介の計略で、祥太が帰国し、慶介も祥太もテレビ出演を受け入れたため、両者の対決をセッティングし、自らは司会を務めた。
慶介に12年前の誤報の謝罪を求められたときは「その時点では正しいと信じた情報を流しただけだ」と謝罪を拒否したが、放送直前に心を入れ替え、本番では12年前に早川恭子を自殺に追い込んだことを謝罪した。このことでテレビ局上層部の心証を悪化させ、「ザ・プレミアワイド」は打ち切りとなり、自らは司会を降板した。しかし、スポーツジムで高田と会ったときには、復帰の意気込みを見せた。
小池悠人（こいけ ゆうと）〈32〉
演 - 林遣都
若手ディレクター。目黒区西目黒3-2-6在住。実家は祖父：小池礼町、祖母：小池タエ、父：小池克哉、母：小池優子。もともとは報道志望だったが、現在はネットで収集したネタを担当しており、同業者達からミスター暇ネタと呼ばれている。自身はそのことを快く思っておらず、その鬱憤晴らしとして、犯罪・迷惑行為を行った人物を対象に、個人情報をネットに晒して断罪することでネット上では神と呼ばれている。仕事の納期を守れないなど能力的には未熟。
椿ヶ丘中学の合唱部顧問・沢渡の部員に対する暴言をネット上にて耳にした後、皆川と共に彼女を取材し、その件を番組に持ち込み、彼女をバッシングの対象にした。さらに、彼女に金銭授受疑惑があることを知るや否や、その件についても放送しようと目論み、その件を再度番組に持ち込んだが、合唱部の部員の一人から、沢渡の件は全て虚偽であったことを聞かされる。それでも放送を強行しようとするが、小池の言動に違和感を覚えた百々瀬のとっさの機転でその企画は放送されず、深入りを避けられた。しかし、この件で百々瀬の心証を悪くしてしまったうえに井出から叱責され、その腹いせとして沢渡を嵌めた三人の女子生徒の個人情報をネットに晒そうとしていたが、慶介に呼び出され、自身の問題行動と個人情報を慶介に掴まされていたことを知らされた上で強要され、スタッフとしての立場から12年前の事件の真相を共に調べるようになる。
12年前、恭子の葬式に参列者に扮して姿を現し、恭子の遺体を撮影しようとした。しかし慶介に止められると「上から指示されたが、やはり自分には出来ない」と慶介に涙ながら土下座し、彼女の柩に手を合わせた。またその時に誰かを追い詰めるような仕事はやめようと思い、慶介のサイトとは知らずにMP.info.netへ「メディア側にいるが報道被害はあってはならないことだ」と書き込むなど、他のスタッフに比べると良心はある模様。
配信動画「チェインストーリー」の中心人物であり、そちらでは報道への憧れやネットでの断罪は自分なりの正義のつもりであったこと、恭子の遺体を見て本当に犯人だったのか疑問が生じたこと、その撮影に失敗したのを期に報道から遠ざけられたことなどが描写されている。
12年前の誤報を謝罪しようとしない百々瀬に抗議してテレビ局を辞職する。しかし、「ザ・プレミアワイド」打ち切り後はテレビ局に復帰し、嬉々として報道番組の制作に携わっていた。
皆川義和（みながわ よしかず）〈40〉
演 - やついいちろう
テレビカメラマン。たとえ相手が子供であろうと取材対象を執拗に追い回し、根負けした相手から強引にコメントをとる手法を得意とする。競馬中毒であり、私生活は自堕落。12年前は恭子を執拗に追い回して精神的に追い詰めた。さらに有名子役転落事件後は、犯人と目された成田光喜を子供であるにもかかわらず執拗に追い回し、怪我までさせたうえに強引に犯人と認めさせた。このような強引な手法や盗撮した映像を横流しして利益を得ていたことなどを慶介につかまれ、12年前に恭子を犯人扱いした首謀者が百々瀬であることを白状させられる。後に光喜の事務所から皆川のふるまいについて、「ザ・プレミアワイド」編集部に抗議が寄せられ、子役ビジネス追及の企画はボツとなり、会議ではばつの悪そうな表情を浮かべていた。慶介から脅迫を受けた際は大げさに土下座して自己保身を図っている。
「ザ・プレミアワイド」打ち切り後は、新番組のスタッフとして残留することが出来た模様。
井出正弥（いで まさや）〈50〉
演 - 杉本哲太
番組プロデューサー。敏腕のジャーナリストして知られるが、実際は部下の手柄を横取りし、失敗は部下に押し付けるといったあくどい手で今日の地位を築き上げたに過ぎない。傲岸な性格だが根は小心であり上司には卑屈な態度で接している。
恣意的な映像編集で特定の人物を貶める手法を得意とし、12年前に慶介の母・恭子を自殺に追い込み、さらに江藤みずきの主治医が医療ミスを犯したかのように報道し、バッシングの対象とした。慶介に自身の本性を掴まれ、慶介の操り人形に仕立て上げられたうえに、みずきの主治医に関する報道に関して、謝罪と訂正を行うよう強要された。慶介から脅迫を受けた際はしどろもどろな口調で言い訳を繰り返し、謝罪はしなかった。
百々瀬が番組中に12年前の誤報を謝罪したときにはテレビ局上層部の電話を切って、百々瀬のやりたいようにさせた。「ザ・プレミアワイド」打ち切り後は局内の資材課に左遷される。
真崎久美子（まさき くみこ）〈40〉
演 - 水野美紀
番組ディレクター。フリー記者出身。既婚で娘が一人いる。上昇意識の強い冷酷な性格であり周囲からは恐れられている。失業中の夫を支えるなど家庭では良妻賢母である。
12年前、恭子に味方のフリをして近づき、独占インタビューをおこなうものの、恭子の疑惑を深めそうな部分だけを放送に使い、恭子を精神的に追い詰めた。
アパート大家殺害事件の発生後、警察の自粛要請を無視して、容疑者に接触し、容疑者が逃亡する原因を作っている。その後、金銭と引き換えに逃亡中の容疑者からインタビューを引き出し、その内容が虚偽であることであることを知りながら放送しようとしたが、その事実を慶介に掴まれ、さらに娘の存在を把握していることも示唆されたため、スクープを自らの手でボツにすることを余儀なくされ、編集会議で自己批判させられた。慶介から脅迫を受けた際は、強気な態度を崩さず一貫して謝罪を拒否した。
「ザ・プレミアワイド」打ち切り後は新番組のスタッフとして残留出来た模様。
波木さえ
演 - 青谷優衣
アナウンサー。
高野晴哉
演 - 小園凌央
穂積菜美
演 - 伊藤梨沙子
上記2名は新人スタッフ。
武井智明（たけい ともあき）
演 - 久保田武人
情報制作局情報部フロアディレクター。
海老沼肇
演 - 是近敦之
副調整室チーフ。
番組内のナレーション
声 - 三木俊英

### 小河原家
小河原雪子（おがわら ゆきこ）〈30〉
演 - 栗山千明（幼少期：鈴木花音、高校時：毛利愛美）
本作のヒロイン。事件の鍵を握る姉妹の姉。光の森美術館で学芸員をしている。純粋に美術を愛しており、採算主義の方針に館長たちに内心反発している。
12年前、事件のあった晩に死体発見現場で恭子を見たと証言している。
温厚で冷静な性格をしており、慶介の正体に早くから感づいたが、その後も彼に好意を抱き続けている。
慶介から12年前の事件の真相を明かされ、その事件の犯人が祥太であることを明かされると、彼はもう死んだと事件を終わらせようとし、慶介が現れなければ祥太を犯人だと思うこともなかったと慶介を責めるが、彼からキスを交わされる。
第8話で慶介に祥太の悪事を知りながら一家で彼を匿っていたことを掴まれ、祥太の疑惑をまとめた映像のアドレスを渡され、彼を自首させることと、彼の悪事を一家で隠していたことを思い知るよう脅迫される。その後、自分の証言のせいで恭子を追い詰め、慶介にもつらい思いをさせたことに対して自責の念に駆られ慶介に謝罪し、今の生活が全て失う覚悟で祥太のことを家族で話し合い、映像も全て見せることを決意する。しかし、自身が持っていた封筒の中身を若葉が取り出すと、紙にはアドレスが書かれていなかったことに気付くが、実際は慶介が自身のことを思い、アドレスを渡すふりをして白紙の方を渡していた。
祥太逮捕後は学芸員を辞職したが、2年後、別の美術館で学芸員に復帰し、「早川慶介」となった慶介と再会する。
小河原若葉（おがわら わかば）〈22〉
演 - 橋本環奈（幼少期：落井実結子、小学時：狩野海音）
事件の鍵を握る姉妹の妹。グローバルソフトジャパン受付嬢。
12年前に祥太のアリバイを証言している。慶介の思惑を知らず、のめり込んでいく。
天真爛漫だが周囲(特に姉)を振り回す悪癖がある。
慶介の正体を知った後、彼に祥太のことを調べるかわりに恋人にして欲しいと願い出るが断られる。
達夫が祥太の疑惑の真実を一家に話し、雪子も祥太を自首させようとした後も、彼が真犯人であることを頑なに信じようとせず、雪子が慶介の真の目的を知った後も彼に好意を抱いていることに逆上し、雪子が慶介に騙されて祥太を犯人扱いしていると憎しみの念を込めて祥太にメッセージを送る。
その後、調査に協力するといい慶介を達夫の書斎におびき寄せ、達夫のパソコンで祥太とやり取りをしていることを明かし、慶介がパソコンを調べている隙にナイフを取り出し、自ら腹部を刺し、雪子に慶介に刺されたように見せ付ける。
祥太の帰国後、自分が兄を思うあまり、彼のアリバイを捏造していたことを自覚し、証言を修正する。それが決め手の一つとなり、祥太は逮捕された。その後は人間的に大きく成長し、兄の逮捕で気弱になっている両親を支える決意を示した。
小河原祥太（おがわら しょうた）〈35〉
演 - 山崎育三郎（少年期：梅田希）
雪子・若葉の兄。1981年8月8日生まれ。若葉からは慕われている。
12年前に女児の遺体が見つかった現場で目撃されるも、若葉が自宅で一緒にいたと証言したため、捜査の対象から外された。12年前の事件のあった日、雪子には「父の事務所で司法試験の勉強をする」と伝えていたが、雪子が訪ねた時には不在であった。同じ日、病気のため自宅の2階で寝ている若葉が1階に下りた時には、1階にいた。
10年前、サンフランシスコの大学を卒業後はロー・スクールに進学。7年前、サンフランシスコの広場で少女を誘拐しようとした所を通報されそうになる。その直後から姿を消し、現在でも行方不明となっており、失踪宣告が出されている。
第7話の終盤で、達夫のパソコンに「Hello, Dad?」というメッセージが届いているのを若葉が見かけ、兄なのかと返信すると「若葉?久しぶり、元気?」というメッセージが送られてきたことから、生存していることが判明する。
慶介が作ったフェイクニュースを信じて帰国する。その後、「ザ・プレミアワイド」内で慶介と対決するが、「（遺留品である）恭子のハンカチは、（死体発見現場である廃工場の）外に落ちていたはずだ」という犯人しか知りえない秘密の暴露を思わずおこなってしまい、さらに妹たちが証言を修正したため、アリバイも崩れ、高田に逮捕される。
小河原達夫（おがわら たつお）〈60〉
演 - 升毅
小河原家の父。小河原法律事務所所長弁護士。娘・若葉いわく、仕事人間。
12年前、司法試験勉強中の祥太に悪影響が及ぶことを怖れ、芳賀に祥太を捜査対象から外すよう依頼した。
雪子に祥太の疑惑について問い詰められると、防犯カメラにて12年前の事件は祥太の犯行であることを確信し、どうしようか悩んでいたところ、恭子が犯人として取り上げられるようになっていたが、当時雪子は高校生、若葉は小学生であり、そのことを思うとどうしても真実を話せなかったことを明かす。
祥太の逮捕後は弁護士を廃業し、住んでいた自宅からも転居した。
小河原夏美（おがわら なつみ）〈55〉
演 - 長野里美
小河原家の母。若葉曰く「有閑マダム系」。

### 警視庁
高田清一郎（たかだ せいいちろう）〈48〉
演 - 佐々木蔵之介
新宿中央署副署長。12年前の事件の担当刑事。小河原達夫の法律事務所の防犯カメラを調べるよう上司に進言した途端、担当から外された。その後、テレビで恭子を犯人とする報道が流れたことに疑問を覚える。そこで、神野・芳賀に接近し、12年前の事件を再調査する機会をうかがっていた。
百々瀬と癒着している芳賀寄りの言動が多く、百々瀬とは情報の交換はおこない、持ちつ持たれつの関係を築いているが、彼から連絡があったときには不快感を露わにするなど、芳賀ほど百々瀬との関係は深くない。また、自殺防止のために公務執行妨害の容疑で逮捕した矢口透を殺人犯扱いし、両親に謝罪のコメントまで出させていた百々瀬の放送を見て激昂するなど、「ザ・プレミアワイド」の報道姿勢も嫌っている。
慶介が目を通す前に12年前の事件に関する書類に目を通していた。慶介が12年前の事件の重要参考人の息子であることやWEBサイト「MP.info.net」の管理人であることを把握しているが、特にそれを公言することはなく、慶介を見守っており、彼の調査にも協力している。一方でメディアや警察に歯向かうことの恐ろしさを慶介に忠告するなど、慶介を牽制するかのような言動をおこなう。
12年前の事件の真犯人である祥太を逮捕し、被害者の墓に真犯人逮捕の報告を慶介と共におこなった。その後、部長として警察学校に左遷される。しかし、スポーツジムで百々瀬と会ったときはふっきれた表情を浮かべていた。
芳賀恒彦（はが つねひこ）〈52〉
演 - 鶴見辰吾
警視庁の刑事部部長。階級は警視監。1965年12月29日生まれ。百々瀬と癒着しており、高田から苦言を呈されている。
12年前、娘が起こした万引き事件を示談にしてくれた小河原達夫の依頼を受け、祥太を捜査の対象から外すべく、百々瀬に捜査情報の一部をリークし、恭子に疑いの目が向くように仕向けた。
慶介に風俗店や暴力団との癒着をつかまれ、12年前の事件を再捜査するよう命じられる。慶介が自分を恐喝する様子を高田に撮影させ、慶介が持っている証拠映像と交換しようと思っていたが、高田の裏切りにあい、慶介と高田が12年前の事件を再調査することを黙認させられる。
その後は慶介を警戒し、神野に動向を監視させている。また、高田から事件の再調査を依頼された際にも、あしらう対応を取っている。
神野久志〈58〉
演 - 大河内浩
新宿中央署署長。芳賀の側近。芳賀同様、マスコミと癒着している。慶介が芳賀を脅した後は、慶介の動向を監視している。
斎藤広実（さいとう ひろみ）
演 - 吉田大樹
駒澤署から慶介と同日で新宿中央署に配属された警察官。
宇野翔太（うの しょうた）
演 - 朝山新
京橋署から慶介と同日で新宿中央署に配属された警察官。

### その他
野田大地（のだ だいち）〈26〉
演 - 髙木雄也（Hey! Say! JUMP）
慶介の幼馴染。両親と折り合いが悪く、「自分に優しくしてくれたのは、恭子先生だけだった」と言って、慶介の復讐に協力する。
慶介の復讐が完了した後、「MP.info.net」代表の座を引き継ぐ。
早川恭子（はやかわ きょうこ）〈享年40〉
演 - 裕木奈江
慶介の母。保育園「ルミナスキッズ」園長。
12年前に起きた女児殺害事件の犯人として「ザ・プレミアワイド」に取り上げられたことで、マスコミからのバッシングを受けた末に手首を切り自殺した。
熊谷志穂（くまがい しほ）〈享年5〉
演 - 田中乃愛
12年前の女児殺害事件の被害者女児。

### ゲスト
※ 複数話登場人物には演者名横に登場話を記載
第1話
江藤喜美子
演 - 矢田亜希子
井出から娘の心臓移植の取材を受けた女性。重病の娘に全身全霊を注いでくれる病院には感謝をしている。娘が入院している病院が井出の手により悪意ある編集がされたと慶介に告げる。後に夫と共に事実無根の報道の件で病院側に謝罪するよう井出に要求するが、彼にはぐらかされてしまう。
江藤みずき〈4〉
演 - 宝辺花帆美
喜美子の娘。拡張型心筋症を持ち、心臓移植のために入院している。
江藤裕司
演 - 足立智充
喜美子の夫。
伊延彰（いのべ あきら）
演 - 長田成哉
英明大学附属病院小児センター小児循環器科医師。みずきの主治医。責任感が強く、事実無根の報道をさせられながらも「自分が発端で周囲に迷惑をかけてしまった」と謝するなど、謙虚な人柄の持ち主。
庄司
演 - 右近良之
雪子の上司。
井出エマ（いで エマ）
演 - 押田恵（第5話）
井出の妻。モデルとして活動している。
漆間イオリ（うるま イオリ）〈享年60〉
演 - 春風ひとみ
「ザ・プレミアワイド」内で肺癌による多臓器不全での訃報が伝えられた大物歌手。
授賞式の司会者
演 - 岡安譲（関西テレビアナウンサー）
第2話
住吉浩平（すみよし こうへい）〈39〉
演 - 高橋努
朱保野市大家女性殺害事件の容疑者。ラーメン店「まる玉」の店長。身長約180cm。体重約70kg。事件後、真崎からインタビューされた際、被害者に全く落ち度がないにもかかわらず、被害者に落ち度があったかのようにまくしたてた。その後、捜査の手が自分にのびていることに気が付いて逃亡する。逃亡中に真崎に接触し、金銭と引き換えに証言するが、真崎へのサービスと称して、被害者と不倫していたという嘘をついた。その後、「ザ・プレミアワイド」スタッフによって警察に売り渡され、テレビカメラの前で逮捕される。
逃亡中のインタビュー映像は慶介が真崎の不正を暴いたことでお蔵入りとなった。
河合千尋（かわい ちひろ）〈享年40〉
演 - 松尾れい子
朱保野市大家女性殺害事件の被害者。
河合史郎
演 - 田中幸太朗
千尋の夫。住吉が逮捕寸前だったためにもかかわらず、真崎が住吉にインタビューしたために、住吉が逃亡することとなり、さらにテレビで住吉の一方的な言い分ばかりが放送されたことに憤り、慶介に相談する。
真崎茜（まさき あかね）
演 - 田幡妃菜
真崎の娘。
第3話
沢渡美登利（さわたり みどり）〈38〉
演 - 関めぐみ
千葉県立椿ヶ丘中学合唱部顧問。短気で口は悪いが正義感が強く自分の非を潔く認める好人物。ソロパートを担当する部員に対するいじめ行為をした女子生徒三人に説教したことで、彼女達から脅迫されたことから逆上し暴言を吐いてしまい、それを彼女達にネットで晒された上に、金銭授受疑惑をでっち上げられたことで、バッシングの対象とされてしまう。暴言を吐いたのは事実としてマスコミには一切弁明しなかった。慶介から彼女が生徒によって罠にはめられたことを公表すべきと勧められたが、生徒の将来をおもんばかって拒否した。慶介は沢渡の意を汲み、小池が沢渡を嵌めた生徒3人の個人情報をネットに流そうとした際に妨害して、流出を防いだ。
佐久間琴乃
演 - 柴田杏花
合唱部部員。沢渡からソロパートを任されたことから、下記三名から妬まれ、いじめの標的にされてしまう。
横田帆波
演 - 川島鈴遥
市川市中谷2-1-15-503在住。小池曰く「主犯の小娘」。
五十嵐萌
演 - 越後はる香
市川市中谷3-27-8-1207在住。小池曰く「ウソつき性悪」。
北沢桐子
演 - 八木優希
市川市七畑1-5-21在住。小池曰く「くそガキ下っ端」。
上記三名は琴乃にいじめ行為をした部員達。琴乃へのいじめ行為の件で沢渡に説教されるが、逆に彼女を挑発し、わざと暴言を吐かせ、それをネットに晒した上に、金銭授受疑惑をでっち上げ、彼女を辞職に追い込もうとした。後に桐子は小池にその事を明かし、これ以上沢渡を悪者にしないで欲しいと彼に頭を下げた。
ワイドショーの司会者
演 - 関純子（関西テレビアナウンサー）、豊田康雄（関西テレビアナウンサー）
第4話
藤井ゆめ（ふじい ゆめ）〈9〉
演 - 坂井悠莉
有名子役。映画の主役に抜擢された直後に、光喜が密かに飼っていたハムスターを見て驚いて、その拍子に階段から転落し、全治二か月の大けがを負ってしまう。その後、事務所のガードなどにより面会謝絶となり、ゆめが証言できなかったことや現場に光喜がいたことから光喜が突き落としたかのように報道されてしまう。「ザ・プレミアワイド」編集部にゆめ・光喜双方の事務所から「ゆめのけがの原因は光喜が飼っていたハムスターが逃げ出し、それをみたゆめが驚いて足を踏み外したことである」という連絡があったという描写があるので、後にゆめは光喜が犯人であるという説を否定し、真実を話した模様。
成田光喜（なりた こうき）〈11〉
演 - 樋口海斗
子役タレント。2006年10月15日生まれ。身長142cm。趣味は通信ゲーム。特技は縄跳び。母親に隠れてハムスターを飼っていたが、手元から逃げ出してしまい、たまたまそのハムスターを見た藤井ゆめが驚いた拍子に階段から足を滑らせて大けがを負ってしまう。けがを負ったゆめの側に立っていたために「ゆめの抜擢をねたんで突き落とした」とマスコミからバッシングされてしまう。皆川の執拗な追及に屈し、一時はやってもいない罪を認める（自分が隠れて飼っていたハムスターが原因なので、自分に非があることは変わりはないという意味を込めて）。ゆめの事務所が「ゆめのけがはハムスターが原因であり、光喜に突き落とされたわけではない」と、「ザ・プレミアワイド」編集部に伝えていることから、後に疑いは晴れた模様。
成田佳代
演 - 陽月華
光喜の母。皆川により光喜がゆめの転落事件の犯人にされていることを慶介に相談する。
第5話
井関泰人
演 - 石井智也
ひかり信用金庫職員。小池が企画した「ザ・プレミアワイド」内の特集にて、自身の職場の過酷な勤務実態を告発する。その第2弾が制作決定していたのにも関わらず、突如放送中止になったことに納得がいかず、「MP.info.net」にその相談を書き込む。
後に前述の特集により身元が割り出されたことにより、上司から懲戒解雇が言い渡され、再就職も困難な状況にあることが明らかになり、取材の続行を求め、山田社会保険労務士事務所社会保険労務士「山田哲也」に扮した慶介とともに井出の元を訪れる。
その後は慶介により本性を掴まされた百々瀬の手引きにより、不動産会社に転職できた模様。
紗香
演 - 真中乃亜
解雇されたキャスター。
百々瀬薫（ももせ かおる、代役）
演 - あらいすみれ
百々瀬に金で雇われ、妻の役を演じる女性。
第6話
矢口透（やぐち とおる）〈31〉
演 - 中村倫也
IT会社「テクノ・イット」経営者。山梨県出身。二年前に独立し会社を起業した。同棲相手の柴みちるとは幼馴染で、彼女のことを真剣に愛していたが、喧嘩した後に、彼女の死体の第一発見者となったことから、メディアや世間からみちるを殺害した疑いをかけられる。自家用車で逃走中、ガソリンスタンドでの洗車時にWEBサイト「MP.info.net」を見つけ洗車中のまま車を置いて来た為、全身ずぶ濡れの状態で慶介と大地に救いを求めた。職業柄ITに精通しており、IPアドレスで慶介の住所を特定し、セキュリティはエクスプロイトで管理ログを解析した上で、プロバイダのヘルプデスクをソーシャルハックした事を慶介に告白し、彼を驚愕させる。2人が自分を警察に引き渡そうと話しているのを聞いて逃亡し、巡回中の警察官に職務質問され、その警察官を突き飛ばしてさらに逃亡したため公務執行妨害の容疑で逮捕された。新宿中央署に連行されたとき、百々瀬に指示された小池から「いつも一緒にいよう」と書き込まれた自分とみちるの写真を見せられて発作的に自殺を図るが、様子を見守っていた慶介に救助される。そのとき、慶介に「愛した人を決して離さないで」と語りかけた。
柴みちる（しば みちる）〈31〉
演 - 今野杏南
料理研究家。アシスタントの城山梓によって撲殺される。百々瀬によればメディア関係者に対する対応は最悪で、評判は悪かったらしい。ただし、同棲相手である透との仲は良く、彼からは真剣に愛されていた。
城山梓（しろやま あずさ）
演 - 奥村佳恵
柴みちるのアシスタント。ささいなミスを注意され、みちるを食器で撲殺する。その後、透がメディアから犯人扱いされているのを見て、警察に出頭する。
湯浅光明（ゆあさ みつあき）
演 - 中野剛
捜査一課長。公務執行妨害の容疑をかけられ逃亡した透の捜査の指揮をとる。
第7話
熊谷幸子（くまがい さちこ）
演 - 高橋かおり（第8・最終話）
12年前の女児殺害事件の被害者女児・熊谷志穂の母。恭子について「あんな女のことなんか思い出したくもない」と発言するなど、彼女に対して遺恨を抱いており、慶介が高田と共に焼香をあげに訪れた際にも、慶介が恭子の息子ということで彼に強く当たる。
祥太の逮捕後、慶介に恭子を犯人扱いしていたことを謝罪し、真犯人を見つけ出してくれたことを感謝した。また、高田にも12年間支えてくれたことを感謝した。
第8話
木戸弓子（きど ゆみこ）
演 - 大島蓉子
12年前に小河原法律事務所で事務員を務めていた女性。現在は玉木法律事務所で事務員をしている。12年前の事件の翌日、トイレで防犯カメラのSDカードを発見したものの、それが何だかわからず、達夫を呼んだが、流されてしまう。慶介の調査には協力的で、SDカードの件について証言しても良いと伝える。
最終話
牧瀬（まきせ）
演 - 小松利昌
栄修大学附属病院医師。若葉の担当医。若葉の刺し傷の浅さから男が刺したとは思えず彼女の自作自演を疑い、後に慶介釈放へと繋げる。
百々瀬薫（ももせ かおる、本人）
演 - 霧島れいか
百々瀬の本当の妻。若年性アルツハイマーを患い入院している。

## スタッフ
- 脚本 - 金子ありさ
- 音楽 - 菅野祐悟
- 主題歌 - KAT-TUN「Ask Yourself」（ジェイ・ストーム）[9]
- リーガルアドバイザー - 芦原愛一郎
- 警察監修 - 倉科孝靖（チーム五社）
- サイバー監修 - 岩井博樹
- 医療監修 - 守屋俊介（湘南キッズクリニック）
- アクション　- HAYATE
- 看護指導 - 石田喜代美
- 制作協力 - ジニアス
- 演出 - 三宅喜重、日暮謙
- プロデューサー - 豊福陽子
- 制作著作 - カンテレ

## 放送日程
| 各話                                                                         | 放送日  | サブタイトル | 演出     | 視聴率 |
| ---------------------------------------------------------------------------- | ------- | --- | -------- | ------ |
| 1st EDIT                                                                     | 1月09日 | 母のため僕はテレビに復讐する                                                                                      | 三宅喜重 | 7.2％  |
| 2nd EDIT                                                                     | 1月16日 | 消された目撃証言                                                                                                  | 三宅喜重 | 6.5%   |
| 3rd EDIT                                                                     | 1月23日 | 特ダネは大誤報!?                                                                                                  | 三宅喜重 | 6.5%   |
| 4th EDIT                                                                     | 1月30日 | 母を犯人にした男                                                                                                  | 日暮謙   | 6.5%   |
| 5th EDIT                                                                     | 2月06日 | 疑惑を真実にした男 人気司会者の正体!                                                                              | 三宅喜重 | 6.7%   |
| 6th EDIT                                                                     | 2月13日 | 愛する人へ… 真犯人は、君の兄さんだ                                                                                | 日暮謙   | 6.8%   |
| 7th EDIT                                                                     | 2月27日 | 真犯人はそこにいた… 一線を越えた夜!                                                                               | 三宅喜重 | 6.9%   |
| 8th EDIT                                                                     | 3月06日 | 折り紙が語った真実… 愛する君に復讐を                                                                              | 日暮謙   | 7.1%   |
| FINAL EDIT                                                                   | 3月13日 | "殺人犯"の衝撃告白!? ついに真犯人登場緊迫& 逆転の末テレビで明かされる真相とは メディアへの復讐完結最終回2時間SP!! | 三宅喜重 | 7.5%   |
| 平均視聴率 6.9% （視聴率はビデオリサーチ調べ、関東地区・世帯・リアルタイム） |         | |          |        |

- 2月20日は「平昌オリンピック カーリング 男子予選リーグ 日本×デンマーク」中継（19時57分 - 22時48分）のため休止。

## チェインストーリー
本編終了直後から○.5話として配信され、全話を2018年3月20日までGYAO!で独占配信された。

### キャスト
- 第1.5話 FAKE〜偽りの顔〜
  - 小池悠人 - 林遣都
- 第2.5話 IDEOLOGY〜信念〜
  - 小池悠人 - 林遣都
  - 真崎久美子 - 水野美紀
- 第3.5話 NIGHTMARE〜悪夢〜
  - 小池悠人 - 林遣都
  - 皆川義和 - やついいちろう
  - 井出正弥 - 杉本哲太
- 第4.5話 ATTRACTION〜魅力〜
  - 小池悠人 - 林遣都
  - 皆川義和 - やついいちろう
- 第5.5話 LIAR〜嘘つき〜
  - 早川慶介 - 細田佳央太
  - 野田大地 - 大西利空
  - 早川恭子 - 裕木奈江
- 第6.5話 前編 CONFESSION〜雪子の告白〜
  - 小河原幸子 - 栗山千明
- 第6.5話 後編 CONFESSION〜若葉の告白〜
  - 小河原達夫 - 升毅
  - 小河原若葉 - 橋本環奈
  - 小河原夏美 - 長野里美
- 第7.5話 UNITY〜団結〜
  - 野田大地 - 大西利空
  - 早川恭子 - 裕木奈江
  - 早川慶介 - 細田佳央太
  - 大地の父 - 永倉大輔
  - 大地の母 - 丘野婆稀
- 第8.5話 TOPCASTER〜百々瀬塁〜
  - 小池悠人 - 林遣都
  - 皆川義和 - やついいちろう

### スタッフ
- 脚本 - 久保田大介
- 音楽 - 菅野祐悟
- 特別協力 - GYAO!
- プロデューサー - 豊福陽子、橋本賢史、大城哲也
- 演出 - 中西正茂
- 制作協力 - ジニアス
- 制作著作 - カンテレ